# Long An
Long An ist eine  Provinz von Vietnam. Sie liegt im Südwesten des Landes und grenzt im Nordwesten an Kambodscha.

## Distrikte
Long An gliedert sich in dreizehn Distrikte:
- Bến Lức
- Cần Đước
- Cần Giuộc
- Châu Thành
- Đức Hòa
- Đức Huệ
- Mộc Hóa
- Tân Hưng
- Tân Thạnh
- Vĩnh Hưng
- Tân Trụ
- Thủ Thừa
- Thạnh Hóa

Die Stadt Tân An (Provinzhauptstadt) ist eine eigene Gemeinde.